# Ninja Gaiden Trilogy
Ninja Gaiden Trilogy è un picchiaduro a scorrimento del 1995, prodotto e distribuito dalla Tecmo in Nord America e in Giappone, dove è stato pubblicato con il titolo Ninja Ryūkenden Tomoe (忍者龍剣伝 巴?), mentre in Europa il videogioco non è mai stato pubblicato. Il titolo è una compilation dei tre videogiochi della serie Ninja Gaiden distribuiti per NES: Shadow Warriors, Shadow Warriors II: The Dark Sword of Chaos e Ninja Gaiden III: The Ancient Ship of Doom.
La trilogia è stata poi inclusa come bonus in Ninja Gaiden per Xbox.